# Liste der Biografien/Jaa
Liste der Biografien |
Portal Biografien |
Personensuche
# |
A |
B |
C |
D |
E |
F |
G |
H |
I |
J |
K |
L |
M |
N |
O |
P |
Q |
R |
S |
T |
U |
V |
W |
X |
Y |
Z |
?
 
Ja |
Jb |
Jd |
Je |
Jh |
Ji |
Jj |
Jl |
Jn |
Jm |
Jo |
Jp |
Jr |
Js |
Jt |
Ju |
Jv |
Jw |
Jy
 
Jaa |
Jab |
Jac |
Jad |
Jae |
Jaf |
Jag |
Jah |
Jai |
Jaj |
Jak |
Jal |
Jam |
Jan |
Jao |
Jap |
Jaq |
Jar |
Jas |
Jat |
Jau |
Jav |
Jaw |
Jax |
Jay |
Jaz
Die Liste der Biografien führt alle Personen auf, die in der deutschsprachigen Wikipedia einen Artikel haben. Dieses ist eine Teilliste mit 51 Einträgen von Personen, deren Namen mit den Buchstaben „Jaa“ beginnt.

## Jaa
- Jaa, Tony (* 1976), thailändischer SchauspielerTony Jaa (* 1976)

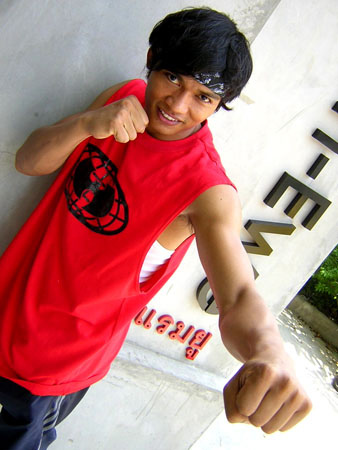
Tony Jaa (* 1976)

### Jaab
- Jaabæk, Søren (1814–1894), norwegischer Landwirt und Politiker, Mitglied des Storting

### Jaac
- Jaacks, Gisela (* 1944), deutsche Volkskundlerin und ehemalige Leiterin des Museums für Hamburgische Geschichte
- Jaacks, Heinrich (1896–1954), deutscher Maler und Grafiker

### Jaad
- Jaadla, Hannaliis (* 1986), estnische Fußballspielerin

### Jaaf
- Jaafar, Jazeman (* 1992), malaysischer Automobilrennfahrer
- Jaafar, Tuanku (1922–2008), zehnter Yang di-Pertuan Agong von Malaysia und vierter Yamtuan Besar von Negeri Sembilan

### Jaag
- Jaag, Otto (1900–1978), Schweizer Hydrobiologe
- Jaag, Tobias (* 1947), Schweizer Rechtswissenschaftler
- Jääger, Enar (* 1984), estnischer Fußballspieler
- Jääger, Enver (* 1982), estnischer Fußballspieler
- Jaager, Kurt (1904–1990), deutscher Jurist
- Jääger, Merle (* 1965), estnische Schauspielerin und Dichterin

### Jaah
- Jaah, Gemahlin des altägyptischen Königs Antef III.

### Jaak
- Jaakkola, Anssi (* 1987), finnischer Fußballtorwart
- Jaakkola, Janne (* 1967), finnischer General, Oberbefehlshaber der Verteidigungskräfte Finnlands
- Jaakkola, Olli (* 1996), finnischer Biathlet
- Ja’akobi, Gad (1935–2007), israelischer Politiker und Diplomat
- Jaakola, Topi (* 1983), finnischer Eishockeyspieler
- Jaakonaho, Juho (1882–1964), finnischer Radrennfahrer
- Jaakonsaari, Liisa (* 1945), finnische Politikerin, Mitglied des Reichstags, MdEP
- Jaakson, Aleksander (1892–1942), russischer und estnischer Offizier, Generalmajor, Bildungsminister Estlands
- Jaakson, Ernst (1905–1998), estnischer Diplomat
- Jaakson, Jüri (1870–1942), estnischer Politiker

### Jaal
- Jaʿalon, Mosche (* 1950), israelischer General

### Jaam
- Jäämeri, Kim (* 1964), finnischer Brigadegeneral und seit dem 1. April 2014 der Kommandeur der finnischen Luftwaffe

### Jaan
- Jaani, Getter (* 1993), estnische Sängerin
- Jaani, Karin (1952–2009), estnische Diplomatin
- Jaani, Karl (* 1985), estnischer Beachvolleyballspieler
- Jaani, Kristian (* 1976), estnischer Polizist und Sicherheitsexperte
- Jaanikosk, Boris (1897–1976), estnischer Musiker, Schauspieler und Filmregisseur
- Jaanimaa, Dener (* 1989), estnischer Handballspieler
- Jaanson, Jüri (* 1965), sowjetischer bzw. estnischer Ruderer

### Jaap
- Jaap, Otto (1864–1922), deutscher Lehrer, Botaniker und Insektenkundler
- Jaapies, Mieke (* 1943), niederländische Kanutin

### Jaar
- Jaar, Alfredo (* 1956), chilenischer Künstler und Fotograf
- Jaar, Nicolas (* 1990), chilenisch-amerikanischer MusikerNicolas Jaar (* 1990)

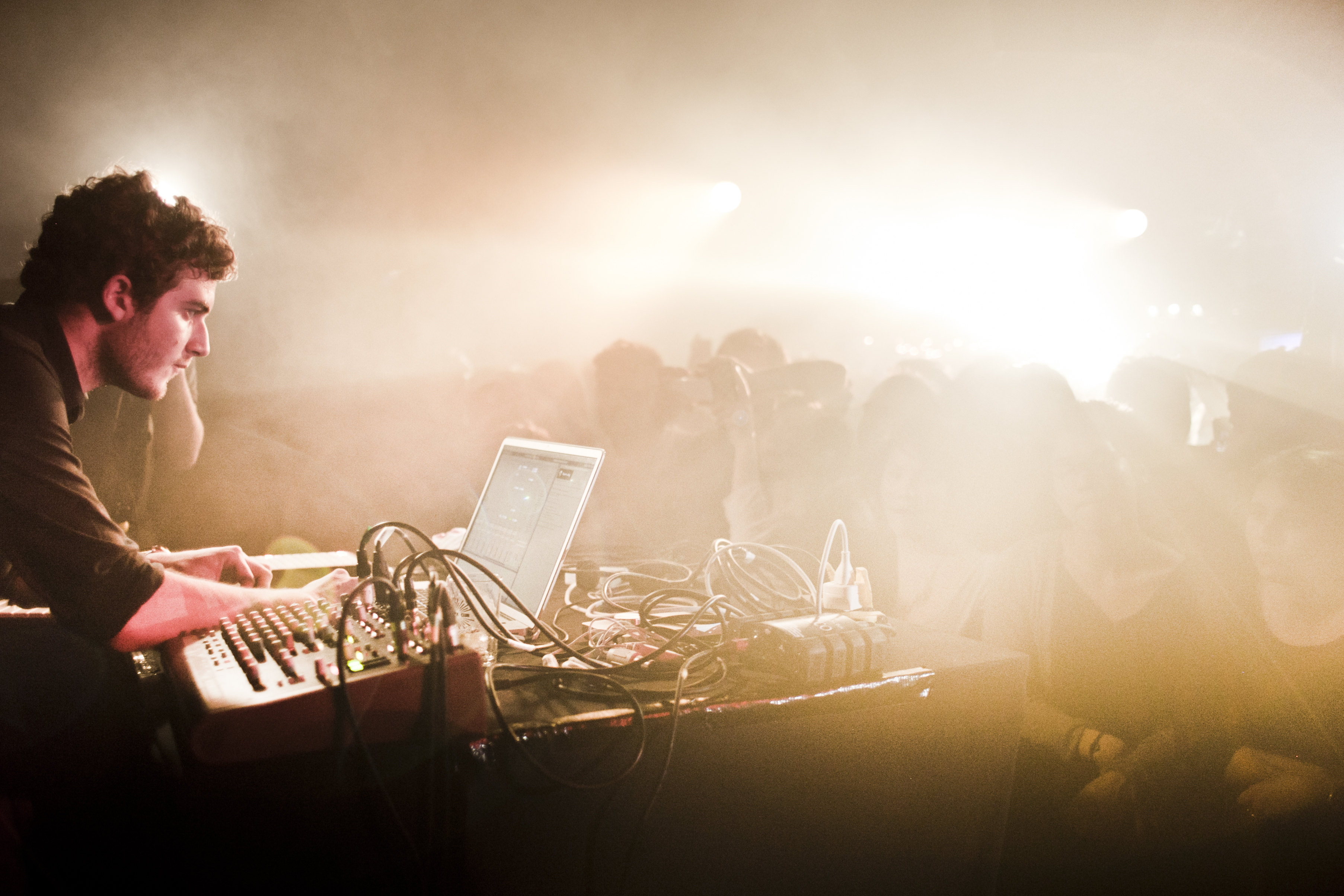
Nicolas Jaar (* 1990)

- Ja’ari, Jedidja (* 1947), israelischer Konteradmiral, 16. Befehlshaber der Israelischen Marine
- Jaarsma, Christa (* 1952), niederländische Eisschnellläuferin
- Jaarsveld, Ernst Jacobus van (* 1953), südafrikanischer Botaniker
- Jaarsveld, Floris Albertus van (1922–1995), südafrikanischer Historiker
- Jaarsveld, Jelle van (* 1988), niederländischer Volleyballspieler
- Jaarsveld, Sijme van (* 1986), niederländischer Volleyballspieler

### Jaas
- Jääskeläinen, Eeva (* 1957), finnische Fußballspielerin
- Jääskeläinen, Jussi (* 1975), finnischer Fußballtorwart
- Jääskeläinen, Pasi (1869–1920), finnischer Schauspieler, Sänger, Dramatiker und Kantelespieler
- Jääskeläinen, Sulo (1890–1942), finnischer Skispringer
- Jääskeläinen, Will (* 1998), finnischer Fußballspieler
- Jääskinen, Niilo (* 1958), finnischer Jurist und Richter am Europäischen Gerichtshof

### Jaat
- Jäätteenmäki, Anneli (* 1955), finnische Politikerin, MdEP, Ministerpräsidentin

### Jaax
- Jaax, Hans (1933–2000), deutscher Politiker (SPD), MdL